# 李軒朗
李軒朗（英語：Timothy Lee Hin-long，1993年11月25日—），九龍角落主席、前香港九龍城區議會土瓜灣南選區議員、土瓜灣南社區主任、陸客逼爆九龍城關注組發言人、「光復紅土，還我靜土」遊行申請人。他畢業於香港中文大學政治與行政學系，並為架構重組前的香港專上學生聯會最後一任秘書長。他在2019年區議會選舉在土瓜灣南選區當選，為新一屆九龍城區議會最年輕議員。2021年3月25日，高等法院裁定李軒朗非妥為當選，其議席懸空。2021年5月3日，李軒朗在Facebook發出帖文，表示他自己已離開香港身處海外，同時辭去中文大學校友評議會常委職務。離港初期李軒朗在台灣入讀國立中山大學政治學研究所，同年稍後決定轉到英國倫敦定居至今。
2021年12月18日，因涉嫌在立法會選舉期間，藉公開活動煽惑他人不投票或投無效票，違反《選舉（舞弊及非法行為）條例》，被廉政公署獲裁判官簽發手令通緝。

## 學生組織
就讀香港中文大學期間，李軒朗曾經出任第四十三屆香港中文大學學生會幹事會財務秘書、第四十四屆香港中文大學學生會代表會財務委員會主席、第四十五屆香港中文大學學生會代表會主席。
2017年4月30日，李軒朗參與在學聯代表會舉行的秘書長補選，最終獲得7票信任、1票不信任及2票棄權而成功當選。他於任期內向學聯提出重整會務架構及重定會章，包括廢除正副秘書長職位；最終在2019年2月獲學聯代表會通過。此外，他在競選工作計劃中提出以學聯名義向抗爭者提供支援及解決社運資源中心管理權問題。
及後於2017年10月，學聯代表會通過時任秘書長李軒朗草擬的《抗爭者支援基金章程》和《抗爭者支援基金財務規條》，正式成立「香港專上學生聯會抗爭者支援基金」。李軒朗亦獲委任出任首任該基金管理委員會委員會創會秘書。他亦被學聯責成執行收回金輪大廈八樓物業的決議，採取手段包括向物業原佔用人首度發律師信及停止為物業支付電費。

## 從政

### 地區工作
除了參與學生組織外，李亦在2017年9月成立地區組織九龍角落並出任創會主席。其後於2018年2月辭任學聯秘書長及九龍角落主席職務，為學聯會所存有九龍角落物資而問責。
後來，九龍角落於2018年9月舉行會員大會，李軒朗獲會員推選再度擔任該會主席；他亦在2018年6月加入樂聚土瓜灣，並於同年7月成為土瓜灣南社區主任。他亦是陸客逼爆九龍城關注組的成員和發言人。

### 舉辦地區遊行
有網民透過Telegram群組和連登討論區號召2019年7月27日舉行「光復紅土，還我靜土」遊行，抗議紅磡及土瓜灣區內遊客滋擾居民問題，李軒朗協助為該次遊行向警務處申請不反對通知書。及後該遊行改期至8月17日舉行。遊行一度被警方反對，變相禁止；8月15日，李軒朗焚燒警務處發出的反對通知書，以示抗議。後來，李軒朗於公眾集會及遊行上訴委員會席前上訴得直，唯遊行路線需作更改。

### 區議會選舉
李軒朗於2019年9月14日在社交網站帖文中表示積極考慮參選2019年九龍城區議會選舉，挑戰G17土瓜灣南選區時任區議員林博。2019年10月4日，李軒朗提交報名參選2019年香港區議會選舉土瓜灣南選區，政治聯繫填報所屬地區組織九龍角落及民主派區選聯盟。
是次選舉期間，李軒朗獲得多名民主派立法會議員、區議員和政黨成員支持，而另一報稱獨立民主派的人士黃綺婷亦參選同一選區，及後於民調中顯示李軒朗獲更高支持度。最後，李軒朗獲得1936票，比時任區議員林博的1766票多170票，成功當選。

### 區議會工作
李軒朗於2020年1月1日就任九龍城區議會議員。在1月9日的區議會會議上，李軒朗關掉建制派議員左滙雄和潘國華座位前的擴音器，並指是要制止他們違反會議常規的插言行為，但此舉被建制派批評為「滅聲」。1月16日，李當選為檢討九龍城區議會會議常規工作小組主席。
李軒朗亦擔任九龍城區議會交通及運輸委員會主席。

### 立法會選舉
同樣曾經參選2019年九龍城區議會選舉的前龍城社區主任馮達浚在2020年6月報名參與立法會民主派初選，出戰九龍西地方選區，李軒朗加入其候選人名單，排名第二。名單得票排名第5，以120票之差落後於民協何啟明；馮李二人於7月16日宣布退出九龍西立法會選舉。其後，李軒朗伙拍王百羽合組名單，轉戰區議會（第二）功能界別，李軒朗排在名單第二，並於2020年7月29日報名參選，但最終當局宣布延遲選舉。

### 中大校友評議會
2020年6月11日，李軒朗宣布「計劃參選」香港中文大學校友評議會常務委員一職。6月20日，校友評議會公布候選人名單，李軒朗成為正式候選人，由共4名候選人競逐2席常委改選席位，被媒體形容為「黃藍之爭」。
2021年4月24日，李軒朗以7709票成功當選常務委員。

### 非妥為當選
林博落選區議員議席後入稟香港高等法院，指控李軒朗僅透過Whatsapp和Telegram聯絡國際關係學者沈旭暉和劉小麗等人，聲稱獲他們支持並製作橫額宣傳，憑藉其影響力最終勝選，惟沈旭暉事後才補簽及公開同意書，劉小麗更從沒有簽署同意書，認為李違反《選舉（舞弊及非法行為）條例》第27條，發布選舉廣告假稱獲支持，要求法庭裁定李軒朗非妥為當選。李軒朗則承認因工作繁重及粗心大意，未得到支持者的書面同意書，便匆忙印製選舉宣傳品，向法庭申請寬免條例限制。高等法院法官楊家雄於2021年3月25日頒下判詞，裁定李軒朗非妥為當選。法官指李軒朗提出涉案宣傳橫額時確實仍未取得沈旭暉和劉小麗的同意書，李雖然沒有存心欺詐，但這不等同這是他無心之失，而他是罔顧自己選舉責任，故不會給他寬免。法官認為事件可能涉及舞弊或非法行為，決定把判決書副本送交刑事檢控專員、政制及內地事務局局長跟進。4月17日，李軒朗宣佈不會上訴，其議席在3月25日懸空。

### 呼籲杯葛立法會選舉
2021年12月16日，李軒朗聯同前大專學界國際事務代表團發言人張崑陽、前屯門區議員李家偉、前黃大仙區議員劉珈汶等流亡海外人士，於社交媒體以「杯葛選舉，刻不容緩」為題進行直播，呼籲港人杯葛2021年香港立法會選舉。12月18日，廉政公署獲裁判官簽發手令，通緝李軒朗等人，指他們涉嫌在立法會選舉期間，藉公開活動煽惑他人不投票或投無效票，違反《選舉（舞弊及非法行為）條例》。

## 爭議
- 他參與執行學聯代表會收回金輪大廈物業的決議案，獲學聯常委會支持[42]，但被「自治八樓」人士批評缺乏諮詢[43]。
- 2016年1月，他在主持中大學生會代表會的一次會議時，曾以行為不檢為由要求司徒子朗離席[44]。其後李透過電郵發公開聲明承認處理手法有欠妥當並致歉。
- 2017年12月，他因擬加入2018年立法會補選民主派新界東初選其中一名參選人的競選團隊而辭去學聯秘書長一職[45]，但最後因常務委員會挽留而作罷。
- 2019年區議會選舉當中，李軒朗與另一社區主任黃綺婷撞區問題一直未成功妥協。黃綺婷指責李軒朗無意協調[46]，但李軒朗反駁指願意以民調結果決定去留[47]。
- 2020年11月22日早上，元朗區議員張秀賢於Facebook表示，李與其盟友元朗區議員王百羽，被警方商業罪案調查科拘捕。在王的個人Facebook則有一條短片，顯示有數名警員手持法庭搜查令，搜查王的寓所。同時, 要求王出示身份證明文件及交出手機。及後, 王的Facebook於8時許更新，證實他及李被捕，並稱已安排律師跟進。[48]

## 軼事
- 在警察於2019年8月31日進入太子站後，李軒朗等一行共四人前往該站向站長遞交請願信，並於站務控制室門外拍門但不得要領[49]。不久之後，港鐵決定關閉太子站，令李被譏笑為「封站KOL」，擁有四人即可令港鐵封站的能力。
- 李軒朗與其競選團隊成員在中大修讀行政學時，曾在學期專題研集中批評區議會無實權並提倡「復興市政局」，最終卻參選並當選成區議員，故其團隊經常公開嘲笑他其實為「軀已圓」。
- 2020年2月14日，港鐵啟德站隨屯馬綫一期啟用而開幕，李軒朗當日清晨趁屯馬綫頭班車開出前到場示威，舉起標語要求港鐵公開太子站於2019年8月31日晚上的閉路電視片段[50]，但被一間網上媒體誤認為一名鐵路迷[51]。

## 外部連結
- 李軒朗的Facebook專頁
- Timothy Lee 李軒朗 - timothylee.hk（页面存档备份，存于）
- 讀者投稿：《中大學生事務處處長　須為中大拆橫額事件問責下台》 - 立場新聞 2017/9/12（页面存档备份，存于）

| 前任： 陳旻羲 香港中文大學 | 香港專上學生聯會秘書長 2017年5月－2018年2月                 | 繼任： （職位被廢除） |
| 議會席位                   |                                                             |                       |
| 前任： 林博                | 九龍城區議會 土瓜灣南選區區議員 2020年1月1日－2021年3月24日 | 繼任： 懸空           |